# Peso semipesado (MMA)

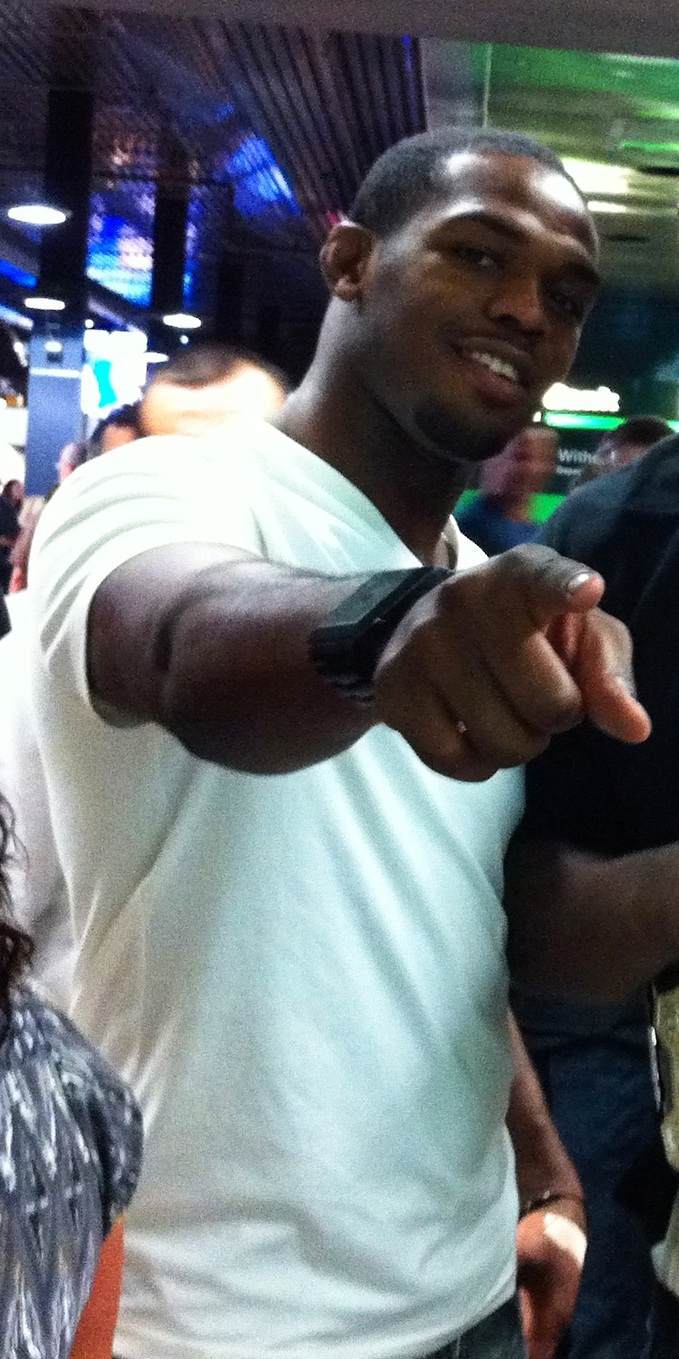
Jon Jones, ampliamente reconocido como el mejor peleador de peso semipesado de la historia del deporte

La división de peso semipesado en artes marciales mixtas contiene diferentes categorías de peso.
- El peso semipesado de UFC tiene un límite de 186 a 205 lbs (84 to 93 kg).
- La división de peso semipesado de ONE Championship tiene un límite superior de 102,1 kilogramos (225,1 lb).
- La división de peso semipeado de Road FC sitúa el límite superior en 205 libras (93,0 kg).[1][2]

## Campeones profesionales

### Campeones actuales
Estas tabla está actualizada al 25 de julio de 2025.
| Organización        | Comienzo del Reinado   | Campeón           | Récord                 | Defensas |
| ------------------- | ---------------------- | ----------------- | ---------------------- | -------- |
| UFC                 | 8 de marzo de 2025     | Magomed Ankalaev  | 21–1–1 (1) (10KO 0SUB) | 0        |
| Bellator MMA        | 21 de agosto de 2020   | Vadim Nemkov      | 16–2 (1) (10KO 3SUB)   | 4        |
| ONE Championship    | 3 de diciembre de 2022 | Anatoliy Malykhin | 13–0 (9KO 4SUB)        | 0        |
| Rizin FF            |                        | Vacante           |                        |          |
| KSW                 | 24 de febrero de 2024  | Rafał Haratyk     | 20–5–2 (7KO 5SUB)      | 1        |
| ACA                 | 16 de julio de 2021    | Muslim Magomedov  | 12–0 (5KO 2SUB)        | 2        |
| Fight Nights Global | 16 de octubre de 2021  | Vagab Vagabov     | 28–1 (18KO 5SUB)       | 1        |
| URCC                | 23 de abril de 2016    | Chris Hofmann     | 8–1 (7KO)              | 0        |